# Witali Alexejewitsch Schitow
Witali Alexejewitsch Schitow (russisch Виталий Алексеевич Шитов; * 7. Mai 2003 in Jaroslawl) ist ein russischer Fußballspieler.

## Karriere

### Verein
Schitow begann seine Karriere bei Lokomotive Moskau. Im Januar 2015 wechselte er in die Jugend von Spartak Moskau. Zur Saison 2020/21 rückte er in den Kader der Reserve der Moskauer. Für diese debütierte er im Oktober 2020 gegen Tschaika Pestschanokopskoje in der zweitklassigen Perwenstwo FNL. In jener Partie, die Spartak mit 1:2 verlor, erzielte er auch prompt sein erstes Zweitligator. Bis zum Ende der Saison kam er zu 14 Einsätzen. In der Saison 2021/22 absolvierte er 32 Zweitligaspiele, in denen er ein Tor erzielte.
Nach der Saison 2021/22 stellt Spartak-2 den Spielbetrieb ein, woraufhin Schitow in den Profikader Spartaks rückte. Sein Debüt für die Profis gab er im September 2022 zunächst im Cup, im Oktober 2022 folgte dann gegen den FK Chimki sein erster Einsatz in der Premjer-Liga. Dies blieb bis zur Winterpause sein einziger Einsatz. Im Februar 2023 wurde Schitow an den Drittligisten Swesda St. Petersburg verliehen.

### Nationalmannschaft
Schitow spielte zwischen 2018 und 2021 von der U-16 bis zur U-19 26 Mal für russische Jugendnationalteams.

## Persönliches
Sein Zwillingsbruder Wladislaw ist ebenfalls Fußballspieler.